# Міжнародний гуманітарний університет
Міжнаро́дний гуманіта́рний університе́т — недержавний приватний вищий навчальний заклад з колективною формою власності, заснований 20 серпня 2002 року на підставах положень національної програми «Освіта», принципів Концепції розвитку гуманітарної освіти в Україні та вимог чинного законодавства.

## Історія
Підприємство «Міжнародний гуманітарний університет» (код ЄДРПОУ 26249278) було зареєстровано 22 червня 2005 року за адресою; Україна, місто Одеса, Фонтанська дорога, будинок 33. 
Станом на квітень 2024 року, організаційно-правовою формою організації «Міжнародний гуманітарний університет» є — приватна організація (установа, заклад). Керівником організації «Міжнародний гуманітарний університет» є — компанія «Голден гейт бай Лімітед» в особі Кос'яненка Сергія Олеговича.
Перший набір «Міжнародного гуманітарного університету» у 2003 році становив лише 100 вступників. Станом на початок 2024 року на факультетах та коледжах університету навчається понад 3520 студентів, які засвоюють програми підготовки фахівців за 17 спеціальностями.
Станом на 2024 рік «Міжнародний гуманітарний університет» має акредитацію: IV. Освітні рівні: фаховий молодший бакалавр, молодший бакалавр, бакалавр, спеціаліст, магістр. Форма навчання: денна, заочна. Документ при завершенні навчання: Диплом державного зразка.

## Структура та матеріально-технічна база
У складі «Міжнародного гуманітарного університету» функціонують наступні факультети та коледжі:
1. Факультет менеджменту, готельно-ресторанної справи та туризму;
2. Факультет права та економіки;
3. Факультет кібербезпеки, програмної інженерії та комп'ютерних наук;
4. Факультет стоматології;
5. Факультет медицини та громадського здоров'я;
6. Факультет лінгвістики та перекладу;
7. Фаховий коледж та Медичний фаховий коледж Міжнародного гуманітарного університету;
8. Факультет мистецтва та дизайну;
9. Факультет післядипломної медичної освіти МГУ.

В університеті також функціонують культурний центр, кіноклуб. На черзі — будівництво 24-поверхового гуртожитка, конференцзалу, спортивного центру, студентського кафе та найсучаснішого приміщення бібліотеки.

## Наукова діяльність
В університеті діють аспірантура, докторантура та спеціалізовані вчені ради із захисту дисертацій.
Спеціалізована Вчена рада К 41.136.01 має право прийняття до розгляду та проведення захисту дисертацій на здобуття наукового ступеня кандидата юридичних наук за спеціальностями 12.00.01 «Теорія та історія держави і права; історія політичних і правових учень», 12.00.03 «Цивільне право і цивільний процес; сімейне право; міжнародне приватне право» та 12.00.09 «Кримінальний процес і криміналістика; судова експертиза; оперативно-розшукова діяльність» строком до липня 2019 року.
Наукові журнали: Науковий вісник Міжнародного гуманітарного університету: серія «Юриспруденція», «Історія», «Філософія» включені до переліку наукових фахових видань України. «Альманах міжнародного права» (International Law Almanac) також включено до переліку наукових фахових видань України та проіндексовано у наукометричній базі Index Copernicus.

## Персоналії
- Бабін Борис Володимирович — професор кафедри міжнародного права та порівняльного правознавства МГУ (з 2016 року)[7][8], експерт Української морської незалежної профспілки, Кримськотатарського ресурсного центру, Фонду дослідження та підтримки корінних народів Криму, експерт ad hoc ОБСЄ, Ради Європи та Minority Rights Group International, Урядовий уповноважений у справах Європейського суду з прав людини (06.2015[9]—12.2015[10]), Завідувач сектору Інституту законодавства Верховної Ради України[11], Представник Президента України в Автономній Республіці Крим (з 17.08.2017[12]), доктор юридичних наук, професор.
- Коваленко Микола Павлович — завідувач кафедри менеджменту МГУ, доктор фізико-математичних наук, професор, академік АН ВШ України (з 1993 р.), відмінник освіти України (1997), заслужений діяч науки і техніки України (2004).
- Подобний Олександр Олександрович — завідувач кафедри кримінального права, процесу та криміналістики МГУ, доктор юридичних наук, професор, полковник міліції у відставці.

## Керівництво
Ректори університету: 
- до 2019 року — Крижановський Анатолій Федорович, доктор юридичних наук, професор, член-кореспондент Національної академії правових наук України[13];
- з 2019 року — Полянський Юрій Євгенович, доктор юридичних наук, професор, заслужений юрист України;
- з 2020 року — Громовенко Костянтин Вікторович, доктор юридичних наук, доцент.

Проректори університету:
- станом на 04.2024 — Лефтеров Василь Олександрович, перший проректор, доктор психологічних наук, професор;
- станом на 04.2024 — Васильєв Борис Володимирович, проректор з питань навчально-інноваційного розвитку та економічної діяльності (загинув 29.04.2024 року в результаті ворожої ракетної атаки на місто Одесу)[15][16].